# ياكوت

نسبة الياكوت في إقليم ياكوتيا حسب تعداد عام 2010

ياكوت (ويسمون أنفسهم ساخا) هم أحد الشعوب التركية التي تسكن بشكل أساسي في جمهورية ساخا (ياقوتيا) في شمال شرق آسيا.
تنتمي لغة الياقوت إلى الفرع السيبيري للغات التركية. يعيش الياكوت أساسا في جمهورية ساخا في الاتحاد الروسي، مع بعض الامتدادات إلى مناطق آمور وماغادان وسخالين ومناطق تايمير وإيفينك ذاتية الحكم.
يُقسَّم الياكوت إلى مجموعتين أساسيتين على أساس الجغرافيا والاقتصاد. الياكوت في الشمال هم تاريخيا من الصيادين الرحل، في حين أن الياكوت في الجنوب يعملون بتربية الحيوانات ويركزون على الخيول والماشية.

## المنشأ والتاريخ

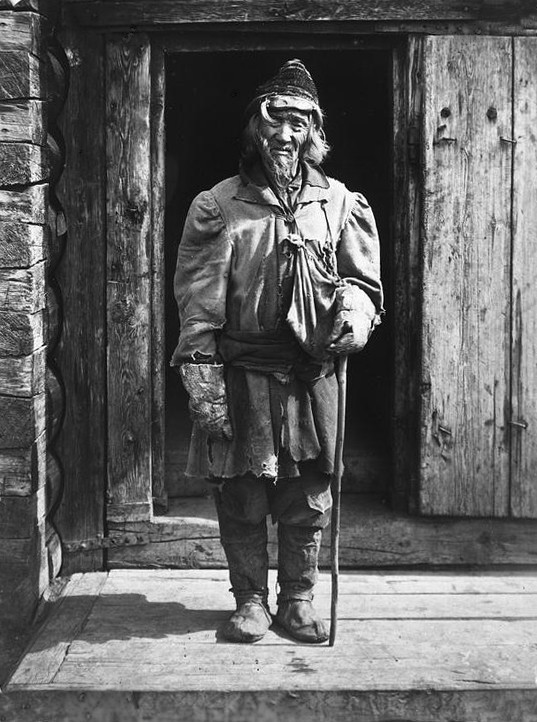
شيخ ياكوتي، أوائل القرن العشرين.

كان أسلاف الياكوت من كوريكان الذين هاجروا من نهر ينيسي إلى بحيرة بايكال وامتزجوا مع المنغوليين قبل هجرتهم  في القرن السابع. عاش الياكوت أصلا حول أولخون ومنطقة بحيرة بايكال. وهاجروا بدءا من القرن الثالث عشر إلى أحواض الأنهار لينا ألدان وفيليوي بسبب تقدم المغول نحو أراضيهم. كان الياكوت الشماليين من صيادي الطرائد والسمك وكانوا يرعون الرنة، في حين أن قام الياكوت الجنوبيون بتربية الماشية والخيول.
بدأ قياصرة موسكو بالتقدم نحو أراضيهم في عقد 1620 وضمها أو الاستقرار عليها، وفرضوا ضريبة على الفراء وقمعوا العديد من ثورات الياكوت بين عامي 1634 و1642. أثارت وحشية القياصرة في جمع الضريبة (ياساك) تمرد وعدوان قبائل الياكوت وكذلك القبائل التونغوسية على طول نهر لينا في عام 1642. كان رد فويفود بيتر جولوفين، قائد القوات القيصرية، هو الإرهاب: تم إحراق المستوطنات المحلية وقتل مئات الناس. يقدر أن عدد سكان ياقوت وحدهم تراجع بنسبة 70 بالمئة بين عامي 1642 و1682 بسبب حملات دوقية موسكوفيا الكبرى.
قلل الروس من الضغط في القرن الثامن عشر، وأعطوا زعماء الياكوت بعض الامتيازات، ومنحوا الحرية لجميع السكان وأعطوهم جميع أراضيهم، وأرسلوا بعثات التبشير الأرثوذكسية الشرقية، وعلموا شعب الياقوت الزراعة. أدى اكتشاف الذهب وبناء سكة الحديد العابرة لسيبيريا إلى زيادة أعداد الروس في المنطقة. بحلول عقد 1820، تم تنصير جميع الياكوت تقريباً إلى الكنيسة الأرثوذكسية الروسية، رغم أنهم احتفظوا (وما زالوا يحتفظون) بعدد من الممارسات الشامانية. بدأ أدب الياكوت يزدهر في أواخر القرن التاسع عشر. وأعيد إحياؤه في أوائل القرن العشرين.
في عام 1922، أسست الحكومة السوفيتية الجديدة منطقة جمهورية ياكوت ذاتية الحكم السوفياتية الاشتراكية. وقعت آخر صراعات الحرب الأهلية الروسية، المعروفة باسم ثورة ياكوت، هنا عندما قاد ميخائيل كوروبينيكوف، وهو ضابط من الروس البيض، آخر وقفة ضد الجيش الأحمر.

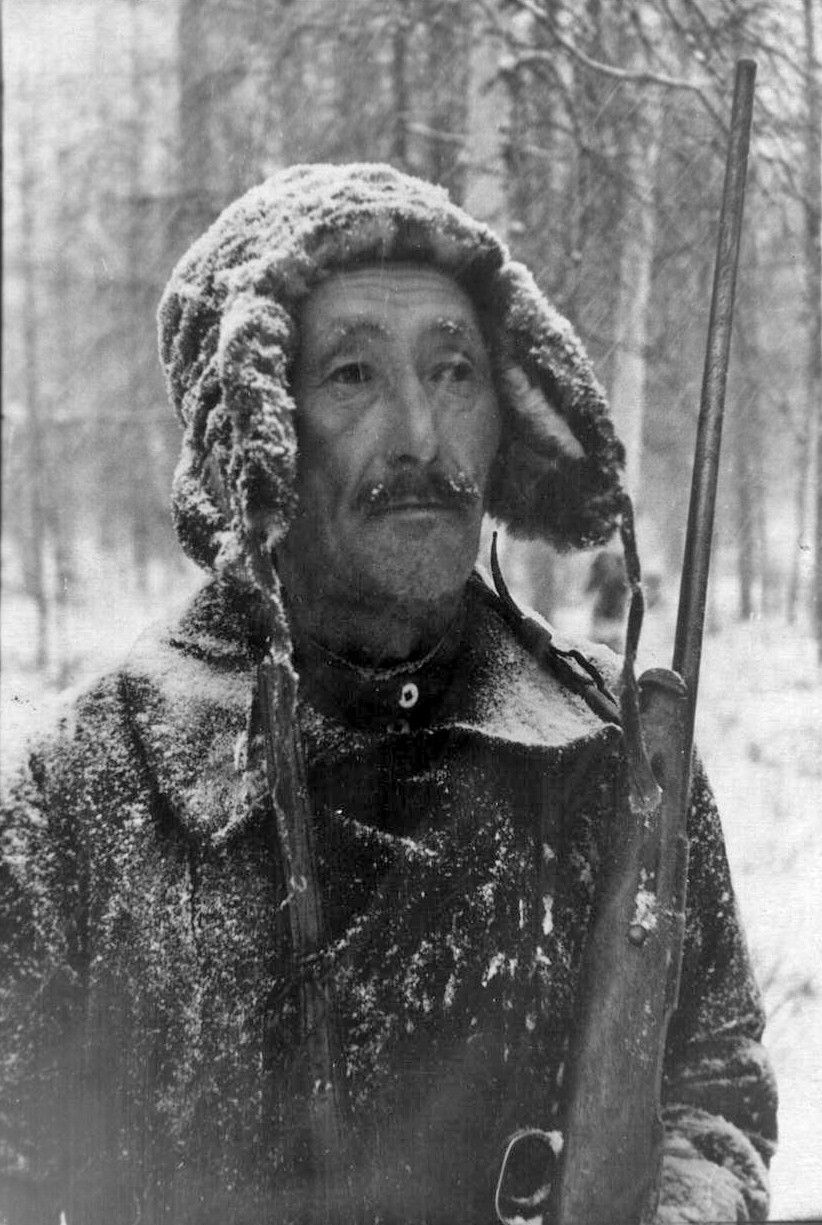
صياد من الساخا مع بندقية، أوائل القرن العشرين.

في أواخر العشرينات حتى أواخر الثلاثينيات من القرن العشرين، تعرض الياكوت للاضطهاد المنظم عندما أطلق جوزيف ستالين حملته التأميمية. من الممكن أن الجوع وسوء التغذية الناجم عن الفترة أدى إلى انخفاض تعداد الياكوت بنحو 4,000 نسمة بين عامي 1926 و1959. بحلول عام 1972، بدأ التعداد بالتزايد مجددا.

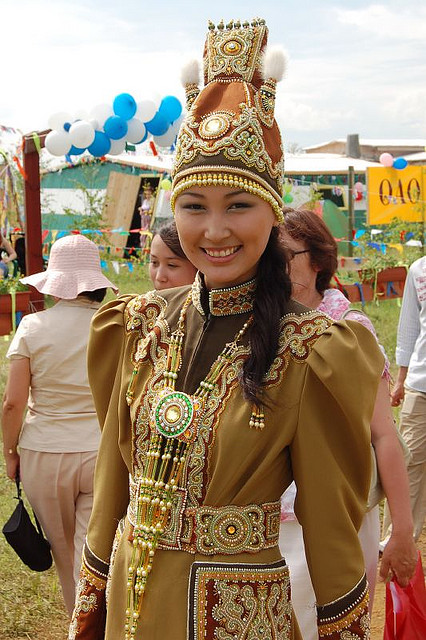
امرأة من الياكوت في اللباس التقليدي

غالبية الذكور من الياكوت تنتمي إلى المجموعة N3a (89 ٪).

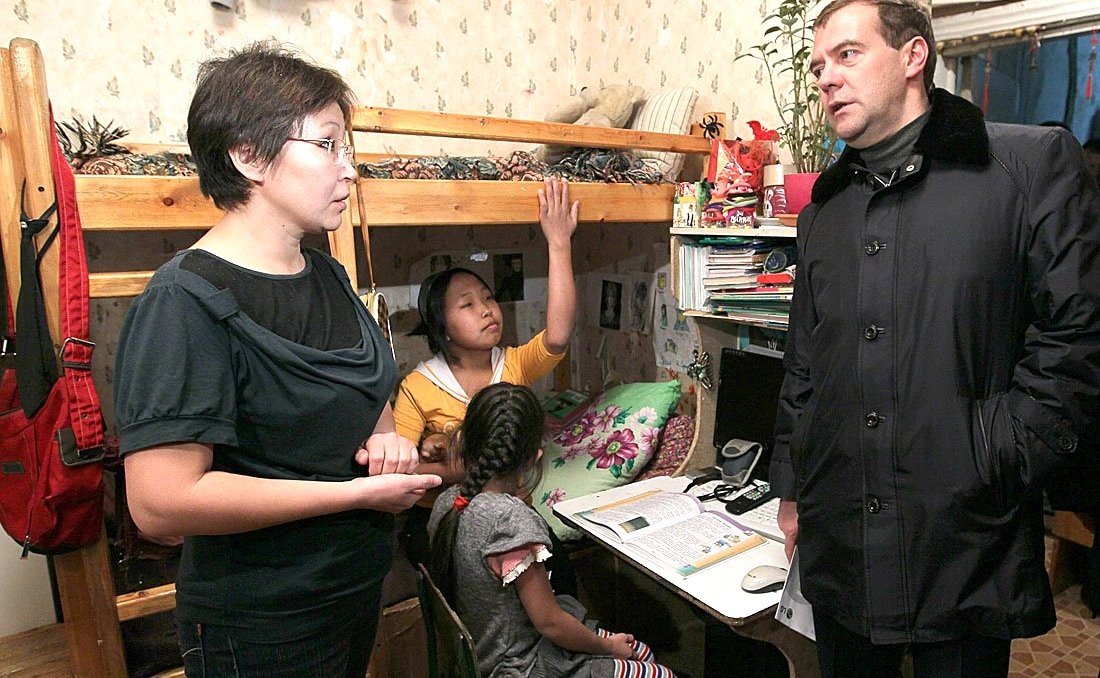
الرئيس الروسي ميدفيديف في جمهورية ساخا في عام 2011

يشكل الياكوت حاليا مجموعة كبيرة من مجموع السكان داخل جمهورية ساخا الواسعة. وفقا للإحصاء الروسي لعام 2010، كان هناك ما مجموعه 466,492 من الياكوت يقيمون في جمهورية ساخا خلال تلك السنة، أو 49.9 ٪ من إجمالي عدد السكان في الجمهورية.

## اللغة
وفقا لتعداد عام 2010، فإن حوالي 87 ٪ من الياكوت في جمهورية ساخا يجيدون اللغة الياكوتية (أو ساخا)، في حين أن 90٪ يجيدون اللغة الروسية. تنتمي لغة ساخا / ياكوت إلى الفرع الشمالي لمجموعة اللغات التركية السيبيرية. وترتبط ارتباطًا وثيقًا بلغة دولغان. وترتبط بشكل أقل بلغات توفا وشور.

## المطبخ
يظهر في أكلات شعب ساخا مشروب كوميس التقليدي ومنتجات الألبان من حليب الفرس والرنة وشرائح سمك ستروجانينا المجمدة المملحة (строганина) وأطباق اللحم (أويوغوس) ولحم الغزال والأسماك المجمدة والفطائر السميكة والسلامات (عصيدة الدخن مع الزبدة ودهن الحصان). كويرشخ هي حلوى شعبية مصنوعة من حليب الفرس أو الكريمة الحامضة مع أنواع مختلفة من التوت. إنديغيركا هي سلطة سمك تقليدية.

## قراءات أخرى
- Conolly, Violet. "The Yakuts," Problems of Communism, vol. 16, no. 5 (Sept.-Oct. 1967), pp. 81–91.
- Leontʼeva, Sargylana. "Comments on Ойуун Уол 'shaman fellow': a Yakut historical legend." In John M. Clifton and Deborah A. Clifton (eds.), Comments on discourse structures in ten Turkic languages pp. 287–291. St. Petersburg, Russia: SIL International, 2002.
- Sakha Yakut Republic Regional Investment and Business Guide. (US Government Agencies Business Library) (3rd ed.) International Business Publications, 2001.

## وصلات خارجية
- ياكوت على موقع الموسوعة البريطانية (الإنجليزية)
- ياكوت على موقع ميوزك برينز (الإنجليزية)